# Ceratonereis coracina
Ceratonereis coracina är en ringmaskart som först beskrevs av Grube 1878.  Ceratonereis coracina ingår i släktet Ceratonereis och familjen Nereididae. Inga underarter finns listade i Catalogue of Life.